# Wer heiratet wen?
Wer heiratet wen?, auch Balsaminows Heirat (Originaltitel: Женитьба Бальзаминова, Schenitba Balsaminowa) ist ein sowjetischer Spielfilm unter der Regie von Konstantin Woinow aus dem Jahr 1965 nach dem Drama Was einer sucht, das findet er von Alexander Ostrowski aus dem Jahr 1861.

## Handlung
Mischa Balsaminow, ein kleiner Beamter, ein Muttersöhnchen und Leisetreter, träumt von einer reichen Braut, von hohem Amt und Würden und von einem reichen Leben. Nur ist er nicht dazu in der Lage, das in die Wege zu leiten. Er verdient 120 Rubel jährlich, wovon er und seine Mutter leben, auch das Dienstmädchen muss davon bezahlt werden. Deshalb kommt es ihm gerade recht, dass eine Heiratsvermittlerin sich bei ihm meldet, die im Auftrag von Kapotschka Neujedenowa handelt, um die Balsaminow bereits seit Wochen herumschleicht. Sie wäre eine gute Partie, hat sie doch von ihrem Vater 300.000 Silberrubel geerbt, ist in den besten Jahren und schön sieht sie auch noch aus. Der junge Mann zieht sich besonders schön an und lässt sich extra Locken in die Haare drehen, um beim ersten Besuch einen besonders guten Eindruck zu machen.
Im Hause der Neujedenowa wird Mischa, der mit seiner Mutter erscheint, bereits sehnsüchtig erwartet. Kapotschka ist völlig aufgeregt und hat zur Unterstützung eine Freundin zu sich gebeten, die Mischa darauf hinweist, mutig zu sein. Nachdem Kapotschka zum Schein einige negative Meinungen über die Männer äußert, kommt sie aber sehr schnell zur Sache und will ihn küssen. Leider kommt genau in diesem Moment ihre Mutter in den Raum, um den zukünftigen Schwiegersohn kennenzulernen. Auch ihr Onkel, der bisher schnarchend auf einer Liege ruhte, erwacht. Nun übernimmt dieser die Aufgabe, den Brautwerber auszuhorchen und muss feststellen, dass der nicht nur keine geistige Leuchte ist, sondern dass er auch kein Geld hat. Für ihn ist es uninteressant, ob seine Nichte glücklich wird, denn er findet es wichtiger ihr Geld gewinnbringend anzulegen, statt es durch eine Heirat zu verlieren. Zur Verabschiedung lädt er die Balsaminows ein, sie wieder einmal zu besuchen, denn ohne Dumme ist es ihnen zu langweilig.
Doch die Heiratsvermittlerin gibt nicht auf und hat schon wieder eine neue Heiratskandidatin für Balsaminow. Doch der will nicht mehr, denn durch die Bekanntschaft mit dem Militärangehörigen Lukjan Lukjanowitsch Tschebakow hat er neue Hoffnung auf eine Heirat geschöpft. In dessen Auftrag bringt er ein Schreiben zu der älteren von zwei Schwestern, die der entführen will, da sie von ihren Brüdern streng von allen Männern ferngehalten wird. Der Jüngeren geht es ebenso, weshalb sie für Mischa vorgesehen ist. Damit die eifersüchtigen Brüder ihn einlassen, wird er als Schuster verkleidet, der die Schuhe der Damen reparieren soll. Nach der Übergabe des Briefes erscheinen plötzlich die Brüder und Mischa muss fliehen. Durch einen Sprung über den Zaun lernt er deren Nachbarin Domna Jewstignejewna Belotelowa kennen, die gerade Besuch von der Heiratsvermittlerin hat und ebenfalls einen Mann sucht, um ihre Langeweile zu vertreiben. Nach mehreren intensiven Küssen ist sie der Meinung, dass Balsaminow gut zu ihr passen würde und beauftragt die Vermittlerin alles in die Wege zu leiten, obwohl Mischa etwas gegen ihre korpulente Figur einzuwenden hat. Doch für ihn kommt eine Heirat mit dieser wohlhabenden Dame nicht in Frage, denn er hat bereits Gefallen an der jüngeren Schwester Raissa gefunden, die ihn ebenfalls küsste und die er deshalb am Abend ebenfalls entführen will. Doch als er sie am Abend gemeinsam mit Lukjan Tschebakow bei den Schwestern eintrifft, hatte er nichts für eine Entführung vorbereitet. Die Ältere verschwindet mit Tschebakow und die Jüngere sagt nur noch, dass sie sich auch einen Militärangehörigen suchen wird und mit Balsaminow hätte sie nur aus Langeweile geflirtet.
In den nächsten Tagen meldet sich die Heiratsvermittlerin bei ihm und berichtet, dass er die schöne Jungfer, die Nachbarin der beiden Schwestern, die er kürzlich kennenlernte, mit seinen Küssen stark beeindruckt hat. Wenn er will, kann er sie schon morgen heiraten, weshalb sie ihm herzlich gratuliert. Eine große Hochzeit wird gefeiert und Mischa sagt zu seiner Mutter, dass man ihn jetzt, da er nun reich ist, auch einen Dummkopf nennen kann. Obwohl er bereits in der Hochzeitskutsche bemerkt, dass seine Frau das Sagen hat, ist er glücklich.

## Produktion und Veröffentlichung
Der in Farbe gedrehte Film hatte am 25. März 1965 unter dem Titel Женитьба Бальзаминова in der Sowjetunion seine Uraufführung und erreichte hier über 19,4 Millionen Zuschauer.
In der DDR hatte der Film seine Premiere am 10. Juni 1966 im Berliner Filmtheater Panorama. Im Fernsehen der DDR wurde der Film am 7. Januar 1968 gesendet.

## Kritik
Das Lexikon des internationalen Films schreibt, dass es sich bei diesem Film um einen inszenatorisch misslungenen Versuch einer satirisch übersteigerten Gesellschaftskritik handelt.